# Unione Sportiva Ravenna 1991-1992
Questa pagina raccoglie le informazioni riguardanti l'Unione Sportiva Ravenna nelle competizioni ufficiali della stagione 1991-1992.

## Stagione
Nella stagione 1991-1992 il Ravenna ha disputato il girone A del campionato di Serie C2, vincendo il raggruppamento ed ottenendo la promozione in Serie C1 con 50 punti in classifica, davanti al Leffe, anch'esso promosso e piazzato al secondo posto con 47 punti, ed al Varese terzo con 42 punti. Il presidente Daniele Corvetta vuole fare le cose in grande, porta a Ravenna il tecnico Luigi Delneri, la squadra giallorossa parte bene, alla seconda di campionato perde a Mantova, ma poi infila quindici risultati positivi, il viatico che porta a vincere il torneo e salire in Serie C1. Positivo anche il percorso del Ravenna nella Coppa Italia, prima del campionato disputa il girone F, si piazza secondo alle spalle della Spal, guadagnandosi i sedicesimi di finale, dove supera l'Arezzo, negli ottavi di finale cede nel doppio confronto con il Siena, ai calci di rigore.

## Rosa
| N. |                   | Ruolo | Calciatore         |
| -- | ----------------- | ----- | ------------------ |
|    | Italia (bandiera) | C     | Roberto Antonioli  |
|    | Italia (bandiera) | D     | Alex Bagarin       |
|    | Italia (bandiera) | D     | Guido Belardinelli |
|    | Italia (bandiera) | P     | Maurizio Bonatti   |
|    | Italia (bandiera) | P     | Claudio Bozzini    |
|    | Italia (bandiera) | A     | Enrico Buonocore   |
|    | Italia (bandiera) | D     | Damiano Cesari     |
|    | Italia (bandiera) | D     | Francesco Conti    |
|    | Italia (bandiera) | A     | Flavio Fiorio      |
|    | Italia (bandiera) | A     | Cosimo Francioso   |
|    | Italia (bandiera) | C     | Rodolfo Giorgetti  |

| N. |                   | Ruolo | Calciatore        |
| -- | ----------------- | ----- | ----------------- |
|    | Italia (bandiera) | D     | Marcello Marrocco |
|    | Italia (bandiera) | C     | Sandro Melotti    |
|    | Italia (bandiera) | D     | Marco Mengucci    |
|    | Italia (bandiera) | A     | Michele Pisasale  |
|    | Italia (bandiera) | C     | Andrea Rossato    |
|    | Italia (bandiera) | C     | Leonardo Rossi    |
|    | Italia (bandiera) | A     | Nicola Sambo      |
|    | Italia (bandiera) | C     | Mariano Sotgia    |
|    | Italia (bandiera) | D     | Stefano Torrisi   |
|    | Italia (bandiera) | D     | Claudio Tridici   |
|    | Italia (bandiera) | C     | Giuseppe Zanni    |

## Risultati

### Campionato

#### Girone di andata
| Arbitro: | Farina (Novi Ligure) |

|                        |           |                 |
| Sambo 40’ Pisasale 53’ | Marcatori | 18’, 51’ Mosele |

| Arbitro: | Ercolino (Cassino) |

|            |           |  |
| Benetti 1’ | Marcatori |  |

| Arbitro: | Pisacreta (Salerno) |

|                                    |           |                    |
| L. Rossi 15’, 34’ (rig.) Sambo 86’ | Marcatori | 32’ (rig.) Pacioni |

| Arbitro: | Freddi (Sassari) |

|                          |           |                               |
| Corrente 8’ Sapienza 59’ | Marcatori | 48’ Pisasale 56’ R. Antonioli |

| Ravenna 6 ottobre 1991 5ª giornata | Ravenna           | 0 – 0 | Pergocrema | Stadio Bruno Benelli\| Arbitro: \| Capozzi (Vicenza) \| |
| Arbitro:                           | Capozzi (Vicenza) |       |            |                                                         |

| Cuneo 13 ottobre 1991 6ª giornata | Cuneo                | 0 – 0 | Ravenna | Stadio Fratelli Paschiero\| Arbitro: \| Patessio (Pordenone) \| |
| Arbitro:                          | Patessio (Pordenone) |       |         |                                                                 |

| Arbitro: | Longo (Paola) |

|                               |           |           |
| Fiorio 44’ A. Pari 84’ (aut.) | Marcatori | 76’ Ennas |

| Arbitro: | Griffo (Palermo) |

|  |           |                             |
|  | Marcatori | 83’ Fiorio 87’ R. Antonioli |

| Arbitro: | Racalbuto (Gallarate) |

|                                                                    |           |                                      |
| Fiorio 13’ D. Baldacci 33’ (aut.) R. Antonioli 35’ Sotgia 50’, 55’ | Marcatori | 39’, 83’ Sgrò 53’ Santini 64’ Crippa |

| Arbitro: | Genovese (Avellino) |

|                  |           |  |
| R. Antonioli 72’ | Marcatori |  |

| Arbitro: | D'Agostini (Roma) |

|  |           |                   |
|  | Marcatori | 1’, 16’ Francioso |

| Ravenna 1º dicembre 1992 12ª giornata | Ravenna             | 0 – 0 | Solbiatese | Stadio Bruno Benelli\| Arbitro: \| Franceschini (Bari) \| |
| Arbitro:                              | Franceschini (Bari) |       |            |                                                           |

| Cento 8 dicembre 1991 13ª giornata | Centese         | 0 – 0 | Ravenna | Stadio Loris Bulgarelli\| Arbitro: \| Braschi (Prato) \| |
| Arbitro:                           | Braschi (Prato) |       |         |                                                          |

| Arbitro: | Bolognino (Milano) |

|                  |           |              |
| Belardinelli 54’ | Marcatori | 16’ Belletti |

| Arbitro: | Iannello (Voghera) |

|  |           |                                |
|  | Marcatori | 35’ Francioso 48’ R. Antonioli |

| Valdagno 5 gennaio 1992 16ª giornata | Valdagno         | 0 – 0 | Ravenna | Stadio dei Fiori\| Arbitro: \| Santoruvo (Bari) \| |
| Arbitro:                             | Santoruvo (Bari) |       |         |                                                    |

| Arbitro: | De Prisco (Nocera Inferiore) |

|             |           |  |
| F. Conti 2’ | Marcatori |  |

| Arbitro: | Lana (Torino) |

|                                  |           |            |
| Ponti 31’ Gatti 67’ Balesini 72’ | Marcatori | 71’ Sotgia |

| Ravenna 26 gennaio 1992 19ª giornata | Ravenna              | 0 – 0 | Ospitaletto | Stadio Bruno Benelli\| Arbitro: \| Siciliano (Brindisi) \| |
| Arbitro:                             | Siciliano (Brindisi) |       |             |                                                            |

#### Girone di ritorno
| Varese 9 febbraio 1992 20ª giornata | Varese             | 0 – 0 | Ravenna | Stadio Franco Ossola\| Arbitro: \| Ciambotti (Empoli) \| |
| Arbitro:                            | Ciambotti (Empoli) |       |         |                                                          |

| Arbitro: | Nepi (Ascoli Piceno) |

|               |           |             |
| Francioso 67’ | Marcatori | 39’ Benetti |

| Arbitro: | Russo (Pescata) |

|               |           |                          |
| Armanetti 69’ | Marcatori | 10’ Francioso 48’ Fiorio |

| Arbitro: | Corda (Cagliari) |

|                                             |           |                         |
| Francioso 5’ Belardinelli 65’ Buonocore 89’ | Marcatori | 33’ Spelta 72’ Pedretti |

| Arbitro: | Tombolini (Ancona) |

|            |           |                  |
| Caruso 58’ | Marcatori | 67’ R. Antonioli |

| Arbitro: | Pin (Conegliano Veneto) |

|                             |           |  |
| Francioso 66’ Buonocore 83’ | Marcatori |  |

| Arbitro: | Contente (Salerno) |

|           |           |  |
| Ennas 61’ | Marcatori |  |

| Ravenna 29 marzo 1992 27ª giornata | Ravenna      | 0 – 0 | Virescit Bergamo | Stadio Bruno Benelli\| Arbitro: \| Giove (Bari) \| |
| Arbitro:                           | Giove (Bari) |       |                  |                                                    |

| Fiorenzuola d'Arda 5 aprile 1992 28ª giornata | Fiorenzuola   | 0 – 0 | Ravenna | Stadio Comunale\| Arbitro: \| Rocchi (Roma) \| |
| Arbitro:                                      | Rocchi (Roma) |       |         |                                                |

| Arbitro: | Montesano (Napoli) |

|             |           |                  |
| Viviani 41’ | Marcatori | 78’ Belardinelli |

| Arbitro: | Casaluci (Lecce) |

|               |           |                |
| Francioso 85’ | Marcatori | 92’ M. Mariani |

| Solbiate Arno 3 maggio 1992 31ª giornata | Solbiatese     | 0 – 0 | Ravenna | Stadio Felice Chinetti\| Arbitro: \| Rossi (Rovigo) \| |
| Arbitro:                                 | Rossi (Rovigo) |       |         |                                                        |

| Arbitro: | De Santis (Tivoli) |

|                            |           |  |
| Mengucci 55’ Francioso 85’ | Marcatori |  |

| Trento 17 maggio 1992 33ª giornata | Trento          | 0 – 0 | Ravenna | Stadio Briamasco\| Arbitro: \| Pacifici (Roma) \| |
| Arbitro:                           | Pacifici (Roma) |       |         |                                                   |

| Arbitro: | Cirotti (Roma) |

|                                |           |           |
| Fiorio 13’ (rig.) L. Rossi 21’ | Marcatori | 28’ Paini |

| Arbitro: | Della Pietra (Tolmezzo) |

|                                 |           |               |
| Fiorio 18’ (rig.) Buonocore 45’ | Marcatori | 66’ Mantovani |

| Arbitro: | Braschi (Prato) |

|                          |           |  |
| Coltorti 39’ Guiotto 54’ | Marcatori |  |

| Arbitro: | Minotti (Frosinone) |

|              |           |  |
| L. Rossi 58’ | Marcatori |  |

| Arbitro: | Pontani (Verona) |

|  |           |                   |
|  | Marcatori | 67’ (rig.) Cesari |

## Coppa Italia

### Girone F
| Arbitro: | Bizzotto (Castelfranco Veneto) |

|                                |           |  |
| R. Antonioli 24’ Buonocore 66’ | Marcatori |  |

| Arbitro: | Treossi (Forlì) |

|              |           |  |
| Vivarini 50’ | Marcatori |  |

| Arbitro: | Tombolini (Ancona) |

|                                                       |           |                         |
| Sambo 13’ L. Rossi 23’ (rig.) Pisasale 61’ Cesari 81’ | Marcatori | 45’ (rig.), 84’ Zamuner |

| 28 agosto 1991 4ª giornata |  | – Turno di riposo Ravenna |  |  |

| Arbitro: | Russo (Pescara) |

|              |           |            |
| La Scala 59’ | Marcatori | 16’ Sotgia |

### Sedicesimi
| Arbitro: | Bortoli (Schio) |

|                          |           |             |
| Francioso 15’ Cesari 54’ | Marcatori | 88’ Ianuale |

| Arbitro: | Casaluci (Lecce) |

|                                |           |                                                  |
| Di Tommaso 13’ A. Briaschi 91’ | Marcatori | 48’ Pisasale 65’ Belardinelli 71’ (aut.) De Poli |

### Ottavi
| Arbitro: | Rigutto (Maniago) |

|              |           |                 |
| Marrocco 75’ | Marcatori | 9’, 23’ Mannari |

| Arbitro: | Marchese (Napoli) |

|                                                            |                      |                                                          |
|                                                            | Marcatori            | 6’ Belardinelli                                          |
| D. Mariani S. Francini L. Rocca M. Sbravati A. Rocchigiani | Tiri di rigore 5 – 5 | S Torrisi M. Marrocco C. Francioso L. Rossi E. Buonocore |